# Atriolum marinense
Atriolum marinense är en sjöpungsart som beskrevs av Kott 200. Atriolum marinense ingår i släktet Atriolum och familjen Diazonidae. Inga underarter finns listade.